# 國道110號 (印度)
國道110號（英語：National Highway 110，簡稱NH 110）是一條連接著印度比哈爾邦阿爾瓦爾和比哈爾沙里夫的公路，全長89公里（55英里）並完全位於比哈爾邦境內，而沿途經過的城鎮則有傑哈納巴德、班德胡甘吉、埃康加爾薩賴和帕爾瓦爾普爾。

## 外部連結
- 印度國道系統地圖（页面存档备份，存于）